# Tim Wieskötter
Tim Wieskötter (Emsdetten, 3 oktober 1981) is een Duits kanovaarder.
Wieskötter won samen Ronald Rauhe met tijdens de Olympische Zomerspelen 2000 de bronzen medaille in de K-2 500 meter.
Wieskötter werd samen met Rauhe zesmaal wereldkampioen inde K-2 500 meter en eenmaal in de K-2 200 meter.
In 2004 werden Wieskötter en Rauhe olympisch kampioen in de K-2 500 meter.
Tijdens de Olympische Zomerspelen 2008 strandde Wieskötter op één tiende van het goud en moest in de K-2 500 genoegen nemen met de zilveren medaille.
Tijdens de Olympische Zomerspelen 2012 nam Wieskötter deel in de K-4 1000 meter en eindigde op de vierde plaats.

## Belangrijkste resultaten

### Olympische Zomerspelen
| Editie | Plaats | Resultaten   |
| ------ | ------ | ------------ |
| 2000   | Sydney | K-2 500m     |
| 2004   | Athene | K-2 500m     |
| 2008   | Peking | K-2 500m     |
| 2012   | Londen | 4e K-4 1000m |

### Wereldkampioenschappen vlakwater
| Jaar | Plaats      | Resultaten          |
| ---- | ----------- | ------------------- |
| 2001 | Poznań      | K-2 500m · K-2 200m |
| 2002 | Sevilla     | K-2 500m · K-2 200m |
| 2003 | Gainesville | K-2 500m · K-2 200m |
| 2005 | Zagreb      | K-2 500m            |
| 2006 | Szeged      | K-2 200m · K-2 500m |
| 2007 | Duisburg    | K-2 500m · K-2 200m |

1976: Joachim Mattern & Bernd Olbricht ·
1980: Vladimir Parfenovitsj & Sergej Tsjoechrai ·
1984: Ian Ferguson & Paul MacDonald ·
1988: Ian Ferguson & Paul MacDonald ·
1992: Kay Bluhm & Torsten Gutsche ·
1996: Kay Bluhm & Torsten Gutsche ·
2000: Zoltán Kammerer & Botond Storcz ·
2004: Ronald Rauhe & Tim Wieskötter ·
2008: Saúl Craviotto & Carlos Pérez ·
2024: Max Lemke & Jacob Schopf